# Gag (eiland)
Gag is een eiland in de Indonesische provincie West-Papoea. Het is een van de Raja Ampat Eilanden.